# Gertrude Diener
Gertrude Diener (* 1912 in Salzburg; † 1988 in Wien) war eine österreichische bildende Künstlerin.

## Leben
Gertrude (auch Trude) Diener absolvierte ein Studium an der Hochschule für Angewandte Kunst in Wien unter Josef Hoffmann und Michael Powolny. Sie war 1940 und 1942 bis 1944 auf der Großen Deutschen Kunstausstellung in München mit insgesamt sechs Arbeiten vertreten, 1944 als Trude Diener-Hillinger. Dabei erwarb Theo Memmel 1943 die Porträtbüste Frauenbildnis aus Westdeutschland (Terrakotta).
Um 1958 nannte sie sich Gertrude Diener-Weixler, 1960 wieder Gertrude Diener-Hillinger. 1958 erfolgte ein Besuch der Sommerakademie unter Oskar Kokoschka in Salzburg. Sie gestaltete Kleinplastiken für den Kunst am Bau, später Keramik und malte Aquarelle.

## Werke (Auswahl)

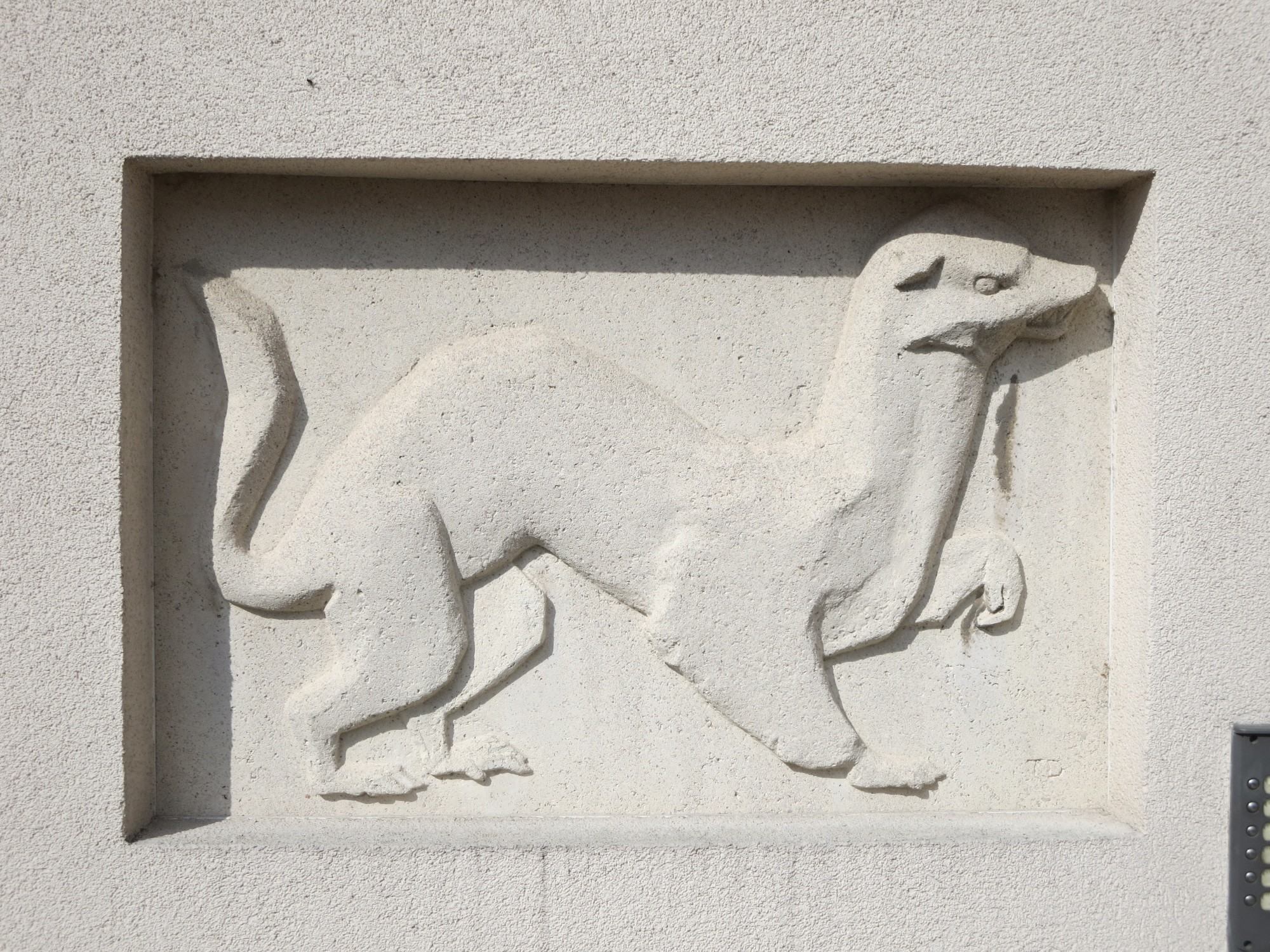
Relief-Hauszeichen Wiesel von Gertrude Diener in Wien, Rußbergstraße 24

- Putto mit Fischen, Brunnen am Kajetanerplatz in der Stadt Salzburg, 1957
- Luchse, Relief-Hauszeichen, 1958, Rußbergstraße 24 Stg 2, 1210 Wien
- Wiesel, Relief-Hauszeichen, 1958, Rußbergstraße 24 Stg 6, 1210 Wien
- Fischotter, Relief-Hauszeichen, 1958, Rußbergstraße 24 Stg 8, 1210 Wien
- Rehe, Relief-Hauszeichen, 1958, Rußbergstraße 24 Stg 10, 1210 Wien
- Salzburger Moor, 1958, Öl auf Karton 70 × 50 cm
- Pegasus,  orig. Monotypie, 1958, 31 × 26 cm
- Rote Tulpen, Öl auf Karton, 1958, 50 × 34,5 cm
- Spielmann mit Kindern, Terrakottarelief, 1960, Westbahnstraße 1, Wien
- Der Mensch auf der Straße, frei stehender Steinzeugfries in der Großfeldsiedlung in 1221 Wien
- Neusiedlersee, Aquarell, 1968, 38 × 24,5 cm
- Hafen in Tunesien, Aquarell, Mitte 20. Jhd. 43 × 31 cm
- Die Turmbläser von Jericho, Bronze